# モセ砦の戦い
モセ砦の戦い（モセとりでのたたかい、英語: Battle of Fort Mose）、またはブラッディ・モースの戦い（ブラッディ・モースのたたかい、英: Battle of Bloody Mose）はジェンキンスの耳の戦争中の1740年6月26日におきた戦闘。アントニオ・サルガド率いるスペイン正規軍300、および自由黒人民兵、そして同盟者のセミノール族から派遣された戦士は戦略要地であるモセ砦を強襲した。モセ砦はジェームス・オグルソープによるサン・アウグスティン包囲戦の攻勢の一環として、直近にジョン・パルマー大佐率いるイギリス軍170人に占領されていた。不意を突かれたイギリス軍はほとんど全滅、パルマー大佐、大尉3人と中尉3人が戦死した。戦闘の結果、モセ砦は破壊されたが、スペインは1752年に砦を再建した。

## 背景
サン・アウグスティンから2マイル北のところに位置するモセ砦は、1738年にスペインがイギリスのジョージア植民地とサウスカロライナ植民地から逃げてきた黒人奴隷を庇護するために設立された。その45年前の1693年にはスペイン王カルロス2世がフロリダ植民地に勅令を下して、イギリスから逃げてきた奴隷がカトリックに改宗、およびスペインに忠誠を誓うことに同意した場合にはその奴隷を解放、保護することを命じた。下記がその勅令の内容である。
黒人男性8人と黒人女性8人がサン・ジョルジェ市（訳注：サウスカロライナ植民地のチャールズタウンを指す）から逃げてプレシディオのところに着き、洗礼の聖水を求めたという。彼らにはキリスト教の教義を指導された後、洗礼を受けた。その後、サン・ジョルジェの軍曹長が奴隷たちを追って同市を訪れたが、彼らはすでにキリスト教徒になっていたため再び奴隷になることは許されなかった。[...]キリスト教の教義を受け入れてキリスト教徒となった者に対する褒賞として、この命令を受け取ったら、すぐに彼らを全て解放して、彼らが必要としたものを全て与え、できる限り彼らを助けなさい。余の寛大さと彼らが模範となることを願う。
脱走した男性奴隷で軍事的な検査を通過した者のうち、カトリックへの改宗、および4年間の軍役に応じた者はスペインから自由を与えられた。新しく建設されたモセ砦は北アメリカにおける初の自由黒人の集落となった。
砦には教会、木製の城壁やいくつかの塔、および100人が住む家屋20軒があった。マヌエル・デ・モンティアーノ総督は黒人たちをスペインの民兵に編成、ムラートまたはクリオーリョでアフリカ人とスペイン人の混血であったフランシスコ・メネンデス大佐がそれを率いた。メネンデスはサウスカロライナでの奴隷生活から逃れてきた1人だった。
モセ砦の民兵隊はすぐにイギリス植民地の頭痛の種となった。砦は自由人の植民地である同時に、スペイン領フロリダがイギリスによる北からの攻撃から身を守るための、前線の防御線となるからであった。スペインは奴隷の脱走を誘うコミュニティを作ることで、イギリス植民地のプランテーション経済を乱そうとした。自由黒人の集落のうわさはたちまちサウスカロライナ植民地に届き、1739年9月のストノの反乱を引き起こしたとされる。ストノの反乱において、黒人数十人がスペイン領フロリダに向かおうとしたが失敗した。その後、イギリスによるサン・アウグスティン要塞の包囲でも重要な役割を果たした。

## 戦闘
1739年にジェンキンスの耳の戦争が勃発すると、ジョージア植民地総督のジェームス・オグルソープ将軍は辺境におけるイギリスのレンジャーによる襲撃の成功を受けて、大規模な遠征でスペイン領フロリダの首都サン・アウグスティンを占領、破壊しようとした。彼は遠征の一環としてモセ砦を占領、維持しなければならないと考えた。
オグルソープは戦役を開始した。サウスカロライナ植民地、ジョージア植民地からの正規軍、志願兵の民兵隊、クリーク族、ユッチー族のインディアン同盟軍約600人、黒人奴隷約800人で構成された遠征隊にイギリス海軍の船7隻というイギリス軍に対し、モンティアーノは直近にキューバから送られた援軍を含み正規軍600人しかいなかったためゲリラ戦をせざるを得なかった。彼は実際、イギリス軍の不意を突いて数度攻撃した。
遠征軍がサン・アウグスティンに接近すると、ジョン・パルマー大佐率いるジョージア植民地の民兵、ハイランド独立中隊とインディアン同盟軍計170人は要道に位置するモセ砦をすぐに占拠した。モンティアーノはモセ砦の住民の一部がイギリスのインディアン同盟軍に殺害されると、モセ砦を放棄するよう命じ、住民の自由黒人たちはサン・アウグスティンに移った。
オグルソープの遠征隊がサン・アウグスティンを包囲している間、モンティアーノは次なる行動についてを考えた。モセ砦の重要さ、およびその脆弱さを知っているモンティアーノは反撃に出た。6月15日の夜明け、アントニオ・サルガド大佐率いるスペイン正規軍、フランシスコ・メネンデス率いる黒人民兵とセミノール族のインディアン派遣軍はモセ砦に奇襲攻撃を仕掛けた。攻撃がイギリス兵士の起床時間の2時間前に行われたため、イギリス軍は守備を準備する暇もなく、ソード、マスケット銃や棍棒を使っての血なまぐさい近接格闘で約70人が殺害された。

## その後
スペインがモセ砦で勝利したことにより、イギリス軍は戦意を喪失、オグルソープがサバンナへ撤退する要因となった。6月末にはハバナからのスペイン軍によりサン・アウグスティンが救援され、イギリス艦隊は上陸軍を放棄した。モンティアーノ総督は黒人の勇敢さを称賛した。モセ砦は戦闘により破壊されたが、その住民はその後の10年間植民地における自由人としてサン・アウグスティンに移住した。 
1752年にスペインが砦を再建すると、自由黒人たちは砦に戻った。七年戦争でイギリスがフランスに勝利すると、東フロリダがスペインからイギリスに割譲されたが、その際にはスペイン人は住民と軍備の大半をキューバに移し、フランシスコ・メネンデスなど自由黒人の殆どもイギリスに再び奴隷にされないようスペイン人についていった。